# Décès en 1144
Décès
- 1140
- 1141
- 1142
- 1143
- 1144
- 1145
- 1146
- 1147
- 1148

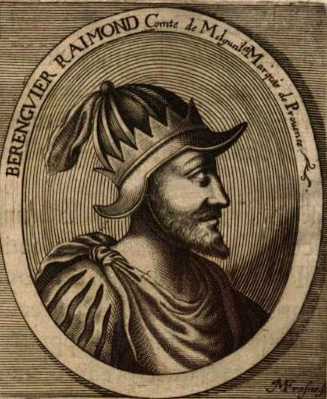
Bérenger-Raimond de Provence tué en 1144.

Cette page dresse une liste de personnalités mortes au cours de l'année 1144 :
- 20 janvier : Rotrou III, comte du Perche[1].
- 8 mars : Célestin II, pape.
- 11 mars : Pietro Gherardesca, cardinal italien.
- 22 mars : Guillaume de Norwich.
- 7 avril : Ulrich Ier de Carinthie, duc de Carinthie et margrave de Vérone.
- Mai : Reverter, chevalier catalan, lors d’un combat près de Tlemcen[2].
- 23 mai : Gertrude de Lorraine, comtesse de Hollande.
- 25 mai : Princesse Reishi, impératrice du Japon.
- 27 juillet : Salomé von Berg, duchesse consort de Pologne.
- 26 septembre[3] : Geoffrey de Mandeville , 1er comte d'Essex, constable de la Tour de Londres, shérif de Londres, du Middlesex, d'Essex et du Hertfordshire,
- 10 octobre : Alphonse de Capoue ou Alphonse de Sicile, prince normand du royaume de Sicile, prince de Capoue et duc de Naples.

- Agnès de Venosa, ancienne courtisane, devenue abbesse.
- Bérenger-Raimond de Provence, comte de Provence, vicomte de Gévaudan, de Carlat et de Millau.
- Rotrou III du Perche, comte du Perche.

## Crédit d'auteurs
- Cet article est partiellement ou en totalité issu de l'article intitulé « 1144 » (voir la liste des auteurs).